# Ophiogomphus howei
Ophiogomphus howei är en trollsländeart som beskrevs av Stanley Willard Bromley 1924. Ophiogomphus howei ingår i släktet Ophiogomphus och familjen flodtrollsländor. IUCN kategoriserar arten globalt som livskraftig. Inga underarter finns listade i Catalogue of Life.